# Bonchester
El formatge de Bonchester és un formatge de pasta tova amb pell florida, de gust suau que es troba a Escòcia. S'elabora amb llet de vaca.
El seu nom procedeix del lloc de producció, a Bonchester Bridge, Roxburghshire. La seva elaboració està regulada per les normes europees sobre denominació d'origen.